# Hans Podlipnik-Castillo
Hans Podlipnik-Castillo (Lo Barnechea, 9 de janeiro de 1988) é um ex-tenista profissional chileno.. Teve seu melhor ranking em 43º de duplas, e conquistou 1 título ATP na mesma modalidade.
Anunciou aposentadoria em 21 de novembro de 2019, dois dias após realizar seu último jogo, pelas finais da Copa Davis, onde, em companhia de Nicolás Jarry, perdeu para os argentinos Máximo González e Leonardo Mayer.

## Finais no circuito ATP

### Duplas: 2 (1 título, 1 vice)
| Status  | V-D | Data    | Torneio            | Piso   | Parceiro          | Adversários                     | Resultado         |
| ------- | --- | ------- | ------------------ | ------ | ----------------- | ------------------------------- | ----------------- |
| Campeão | 1–1 | 02/2018 | Quito, Equador     | saibro | Nicolás Jarry     | Austin Krajicek Jackson Withrow | 7–66, 6–3         |
| Vice    | 0–1 | 08/2017 | Kitzbühel, Áustria | saibro | Andrei Vasilevski | Pablo Cuevas Guillermo Durán    | 4–6, 6–4, [10–12] |